# Паркошовице (Малопольское воеводство)
Паркошови́це (пол. Parkoszowice) — село в Польше в сельской гмине Мехув Мехувского повята Малопольского воеводства.
Село располагается в 5 км от административного центра повята города Мехув и в 30 км от административного центра воеводства города Краков.
Население 210 человек (2006 год).

## История
Впервые упоминается в 1401 году в письменном документе «Sąd ziemski krakowski, poświadcza sprzedaż wsi Parkoszowice przez Krystynę, żonę Jaśka z Tczycy, córkę Trojana z Parkoszowic, Femce, wdowie po Borku z Trzcińca» («Земский суд, свидетельствующий о продаже деревни Паркошовице Кристиной, женой Яцека из Тчицы, дочери Ирояна из Паркошовице и Фемцы, вдовы Борка из Тшичьнца»).
В 1975—1998 годах входило в состав Келецкого воеводства, административным центром которого являлся город Кельце (село находилось на территориях находящихся рядом с территориями административно подчинённых Кракову). С 1999 входит в Малопольское воеводство (столица Краков).